# スティーブ・ジャクソン・ゲームズ対アメリカ合衆国シークレットサービス事件
スティーブ・ジャクソン・ゲームズ対アメリカ合衆国シークレットサービス事件（スティーブ・ジャクソン・ゲームズたいアメリカがっしゅうこくシークレットサービスじけん、Steve Jackson Games, Inc. v. United States Secret Service, 816 F.Supp. 432 (W.D.Tex., 1993) ）は、1990年にテキサス州オースティンにあるスティーブ・ジャクソン・ゲームズ本社に対し、アメリカ合衆国シークレットサービスが強制捜査を行ったことに起因する訴訟事件である。スティーブ・ジャクソン・ゲームズへの強制捜査は、サンデヴィル作戦とともに、電子フロンティア財団の設立に影響を与えた、一連の警察活動のひとつであった。

## 強制捜査
スティーブ・ジャクソン・ゲームズは、会社のためにテーブルトークRPGのサプリメント『ガープス・サイバーパンク』を執筆していたロイド・ブランケンシップが一斉検挙の対象だったことを理由にして表面上、強制捜査を受けた。ハッキングサークルでThe Mentor (良き指導者) として知られているブランケンシップは、ハッカー集団Legion of Doomの元メンバーであった。彼は自宅で、通俗のアングラの電子マガジン (e-zine) Phrack の普及に一役買った The Phoenix Project と呼ばれる電子掲示板 (BBS) を運用していた。1989年に、それは ベル・サウス社から盗んだ、E911危機対応システムについての情報を含むテキストファイルのコンテンツとして公開された。
そのファイルには経営上の連絡先だけが含まれていた。ベル・サウス社はのちにそれを13ドルで公衆にそのコピーを売ったことを法廷で認めなければならなかった。しかし、政府職員は盗まれた文書が、クラッカーにE911システムの情報漏洩させる方法を教えてしまう (この主張は文書に技術的な性質がないため真贋問題となっている) ことを恐れていた。ベル・サウス社はそのデータの流布によって何千ドルもの金銭的損害を受けたと主張した。

## 裁判
スティーブ・ジャクソン・ゲームズとアメリカ合衆国シークレットサービスの間の訴訟の審理は1993年に開始された。オースティンに所在する法律事務所であるGeorge, Donaldson & Fordがスティーブ・ジャクソン・ゲームズの代理人を務めた。主任はピート・ケネディ弁護士であった。スティーブ・ジャクソン・ゲームズは3つの訴因のうち2つに勝訴し、損害賠償として5万ドル、弁護士費用として25万ドルを勝ち取った。電子メールの傍受に関する第3の訴因についても、1994年10月に第五巡回区控訴裁判所によって判断が覆された。裁判官は、シークレットサービスの捜査令状の準備が「杜撰」であったとし、関連する法律について捜査員に対する「さらなる教育」が必要であったと示唆し、スティーブ・ジャクソン・ゲームズが違法行為を行っていると疑う根拠がなかったとして、シークレットサービスを非難した。
スティーブ・ジャクソン・ゲームズへの強制捜査はサンデヴィル作戦の一環ではなかったものの、この2年間にわたる警察活動は、訴追の失敗と手続的な問題の多さに起因して、汚れたイメージを帯びるようになった。 今日に至るまで、『ガープス・サイバーパンク』の原書のクレジットページには、「未承諾コメント: アメリカ合衆国シークレットサービス』("Unsolicited Comments: The United States Secret Service") と掲載されている。これは日本語訳版には掲載されていない。